# Parc d'État Flandrau
Le parc d'État Flandrau (en anglais : Flandrau State Park) est un parc d'État situé dans l'État du Minnesota sur la rivière Cottonwood près de la ville de New Ulm aux États-Unis. 
Le nom d'origine de ce parc fut "Cottonwood State Park". Il fut ouvert en 1934 pour permettre de créer des emplois pour les nombreux chômeurs. Le projet principal était la construction d'un barrage sur la rivière Cottonwood, afin de créer un lac dans cette région qui en manque.
Le barrage fut construit sur la rivière Cottonwood par la Works Progress Administration et la Civilian Conservation Corps. Mais quelques dizaines d'années plus tard, des crues emportèrent le barrage. Cette aire protégée abrite néanmoins un district historique inscrit au Registre national des lieux historiques depuis le 25 octobre 1989 et qui protège d'autres travaux de l'époque, les Flandrau State Park CCC/WPA/Rustic Style Historic Resources. 
En 1945, le Parc fut rebaptisé du nom de Charles Eugène Flandrau (en), juriste américain d'origine huguenote et une personnalité importante dans la guerre contre les tribus amérindiennes des Sioux au cours du XIXe siècle.